# 야마다 에이코
야마다 에이코(일본어: 山田 栄子 やまだ えいこ[*], 1953년 6월 13일 ~ )는 일본의 여성 성우이다. 본명은 히사무라 에이코이다. 요코하마시 출신이다. 81프로듀스 소속이다.

## 출연 작품
- 갸라가 HYPER PSYCHIC GEO GARAGA - 포라
- 게게게의 키타로(3기) - 유킨코, 코우, 아사아키, 오토토, 히로무
- 게임센터 아라시 - 다이몬지 사토루
- 공룡탐험대 본프리 - 하루코
- 괴물군 - 프린스 데모킨, 초상화의 미소녀
- 닌자 핫토리군 - 카게치요
- 날아라 호빵맨 - 크림빵맨, 돌고래 벤, 마요네즈군, 파인애플 댄서즈, 츠바사군, 직소 왕자, 락교군
- 내일은 축구왕 - 우에스기 히카루
- 닌자전사 토비카게 - 샬름 베이커
- 닥터 맘보 & 괴도 지바고 우주에서 사랑을 담아 - 시게루
- 닥터 슬럼프 - 논코
- 달타냥의 모험 - 아라미스
- 더 카보챠 와인 - 코즈에
- 더티 페어 - 아서
- 도라에몽 극장판 진구의 우주여행 - 부부
- 두근두근 투나잇 - 웨이트리스, 오토히메
- 드래곤볼 시리즈 - 마이, 살찐 여성
- 들장미 소녀 제니 - 아벨 바트만(유년기), 제시카
- 란마 1/2 - 쿠레나이 츠바사, 몬론
- 로보탄 - 칸쨩
- 루팡 3세(2기 TV시리즈) - 기아나
- 마법의 스타 매지컬 에미 - 켄타
- 마법의 프린세스 밍키모모 - 지미, 피터
- 말괄량이 삐삐 극장판 - 점쟁이
- 맛의 달인 - 아라이 토모에, 앤 포스터
- 멍멍 삼총사 - 안느 왕비
- 메이플 타운 이야기 - 스텔라 래트
- 메탈기어 솔리드 - 나스타샤 로마넨코
- 명견 실버 - 긴
- 명탐정 코난
  - 1997년 2월 - 나카하라 카오리
  - 2019년 6월 - 후다 에이코(943화 엑스트라)
- 모험자 - 이자벨 여왕
- 미궁의 엘피네 - 팩, 톰, 토리네이드
- 미미의 컴퓨터 여행 - 사토루
- 미소녀 전사 세일러 문 - 요마 라무아
- 바스틸 2 - 보이스의 엄마, 여병사
- 빨강머리 앤 - 앤 셜리
- 북두의 권 - 아키
- 비디오전사 레자리온 - 사하라, 카토리 요코
- 빅쿠리 맨 - 로진 후드, 신제 후드, 플래시 코코
- 빌리켄 - 가리켄
- 사운드 오브 뮤직(애니메이션) - 이본느 벨베데네
- 사이보트 로봇치 - 사치코, 타케돈
- 성총사 비스마르크 - 치르카
- 세인트 세이야 - 제타성 알코르 버드(소년기)
- 소공녀 세라 - 라비니아 하버드, 시저
- 소공자 세디 - 젠 하트
- 소년 미야모토 무사시 장난꾸러기 이도류 - 아오키 세이노스케
- 소야모노가타리 - 테이시
- 시골소녀 폴리아나 - 지미 빈, 제미 켄트
- 시티 헌터 - 아야
- 신 메이플 타운 이야기 팜 타운 편 - 세파드
- 하루카나 리시브 - 히가 소라
- 안미츠 공주 - 타케치요, 오리히메, 류노스케
- 알프스 이야기 나의 안네트 - 루시엔 모렐
- 야마타로 카에루 - 야마타로
- 엘프사냥꾼 - 가베라
- 우메보시 덴카 - 덴카
- 우주황자 - 카가미
- 유희왕(극장판) - 아오야마 쇼고
- 얏토데타맨 - 미리안, 피노키오
- 역전 잇파츠맨 - 토시마 공업 대원
- 어반스퀘어 호박의 추격 - 타무라 유키
- 오렌지 로드 - 유카리, 오류, 히노 유사쿠
- 왔다! 뚱냥이(오요네코 부냥) - 쿠리코지 마론
- 우주선 사지타리우스 - 모라 박사
- 워너비즈 - 블러디 마츠모토
- 육신합체 갓마즈 - 아카시 나미다
- 은하전국군웅전 라이 - 로하
- 은하질풍 사스라이거 - 쁘띠 롯지
- 이가노 카바마루 - 오오쿠보 란, 하야테(소년기)
- 이스 1 & 2 - 탈프 하달
- 일본TV 삼국지 - 우금
- 작은 아씨들 - 조세핀 마치
- 장난꾸러기 신 이야기 코로코로 포론 - 헤라
- 집없는 아이 레미 - 밀리건 부인
- 전국마신 고쇼군 - 지미
- 전설거신 이데온 - 반다 롯타
- 천방지축 덩크슛 - 세리카
- 천외마경2 : 만지마루 - 센카이미야 요시츠네, 후부키 고젠
- 철완 아톰(1980) - 사쿠라
- 초수기신 단쿠가 - 단 에크로이드
- 초시공세기 오거스 - 릿플
- 초인 로크 극장판 - 킴
- 캔디캔디 극장판 - 일라이자
- 캡틴 츠바사(1983) - 미사키 타로, 마츠모토 카오리
- 키다리 아저씨 - 새디
- 타임패트롤대 오타스케맨 - 히카루의 엄마, 나이팅게일, 캘러미티 제인
- 태양의 사자 철인 28호 - 카네다 쇼타로
- 태양의 엄니 다그람 - 캐너리 도넷
- 트랜스포머 존 - 카인
- 판타지 어드벤처 장화신은 고양이의 모험 - 한스
- 퍼맨 - 여자
- 포르피의 기나긴 여행 - 이라리아
- 프라레스 산시로 - 아이
- 하이스쿨 기면조 - 운도 메이
- 헬로! 샌디벨 - 마리
- 후쿠쨩 - 시미즈 나미코, 도샤코
- 호오즈키의 냉철 - 우두
- CAROL - 도모스
- DNA² ~어딘가에서 잃어버린 그사람의 그녀석~ - 오하루
- RUNNIG BOY 스타 솔져의 비밀 - 사사야마 겐타
- NORA - 스튜어디스
- TRAVEL 에플 - 펄